# Youssef Al-Suwayed
Youssef Al-Suwayed (20 de setembro de 1958) é um ex-futebolista profissional kuwaitiano, que atuava como meia.

## Carreira
Youssef Al-Suwayed fez parte do elenco da histórica Seleção Kuwaitiana de Futebol da Copa do Mundo de 1982. 